# Cena Enrica Fermiho
Cena Enrica Fermiho je vědecké ocenění udělované prezidentem Spojených států amerických. Uděluje se jako ocenění vědců mezinárodního významu za jejich celoživotní dílo v oblasti vývoje, využití nebo výroby energie (zejména jaderné). Cena byla založena v roce 1956, od roku 1977 je cena udělována prostřednictvím Ministerstva energetiky USA. Příjemce ceny obdrží zlatou medaili s podobiznou Enrica Fermiho, 100 000 dolarů a certifikát podepsaný prezidentem a ministrem energetiky.

## Vznik ceny
Enrico Fermi byl italský fyzik, známý svými výzkumy jaderných reakcí, kvantové teorie, částicové fyziky a statistické mechaniky. Jako jeden z mála fyziků se zabýval výzkumem jak teoretickým, tak experimentálním a v obou oblastech dosáhl mimořádných výsledků. Je proto všeobecně považován za jednoho z nejvýznamnějších vědců 20. století. Pracoval na Florentské univerzitě a poté na římské Univerzita La Sapienza, ale musel s celou rodinou emigrovat do USA, aby se vyhnuli pronásledování ze strany italských fašistů.
Zde mimo jiné experimentálně ověřil proveditelnost řízené štěpné jaderné reakce, když tým pod jeho vedením postavil první ryze zkušební jaderný reaktor pod tribunou fotbalového stadionu, tzv. Chicago Pile-1. Poté se v projektu Manhattan významně podílel na konstrukci první atomové bomby. Po válce byl profesorem na Univerzitě v Chicagu, kde se zabýval zejména interakcemi elementárních částic nebo vlastnostmi kosmického záření.
16. listopadu 1954 prezident Dwight D. Eisenhower a tehdejší americká Atomic Energy Commission (AEC, Komise pro atomovou energii) udělili Enricu Fermimu zvláštní ocenění za jeho celoživotní úspěchy v oblasti fyziky, zejména za jeho zásadní roli pro rozvoj poznání jaderné energie. Krátce po obdržení této pocty Enrico Fermi ve věku 53 let podlehl rakovině. Následně byla založena v roce 1956 Cena Enrica Fermiho jako připomínka odkazu a pocta tomuto nositele Nobelovy ceny za fyziku z roku 1938.

## Nominace na cenu
Nominace jsou obvykle ukončovány během června, např. v roce 2024 to je 10. června. Základní nominační kritéria jsou stanovena takto: Cena Enrica Fermiho se uděluje za vynikající výsledky, vedoucí postavení a přínosy v oblasti základního a aplikovaného výzkumu, vědy a technologií, které jsou podporovány Ministerstvem energetiky USA a jeho programy. 
- Úspěchy musí být identifikovatelné jako trvalé, vlivné a podstatné.
- V úvahu budou bráni pouze žijící kandidáti.
- Fermiho cena je určena osobám z celého světa, stejně tak není omezena na výzkumné pracovníky, jejichž práce byla financována Ministerstvem energetiky USA.

Nominace se podávají online. Nominace musí obsahovat následující položky: odůvodnění nominace (maximálně 2000 slov), životopis nominovaného (do 3200 slov), bibliografie významných publikací (nejvýše 15 nejvýznamnějších publikací), nejméně tři a nejvýše šest podpůrných dopisů od osob, které jsou obeznámeny s prací a úspěchy nominovaného (maximálně 1200 slov pro každý podpůrný dopis) a navrhované shrnutí, zdůrazňující úspěch nominovaného, měl být zřejmý konkrétní důvod (důvody) udělení (35 slov).

## Nositelé ceny
- 1956 – John von Neumann
- 1957 – Ernest Orlando Lawrence
- 1958 – Eugene Paul Wigner
- 1959 – Glenn Theodore Seaborg
- 1961 – Hans Bethe
- 1962 – Edward Teller
- 1963 – Robert Oppenheimer
- 1964 – Hyman Rickover
- 1966 – Lise Meitnerová; Otto Hahn; Fritz Strassmann
- 1968 – John Archibald Wheeler
- 1969 – Walter Zinn
- 1970 – Norris Bradbury
- 1971 – Shields Warren; Stafford L. Warren
- 1972 – Manson Benedict
- 1976 – William L. Russell
- 1978 – Wolfgang K. H. Panofsky;  Harold Agnew
- 1980 – Rudolf Ernst Peierls;  Alvin M. Weinberg
- 1981 – Bennett Lewis
- 1982 – Herbert Lawrence Anderson; Seth Neddermeyer
- 1983 – Alexander Hollaender; John Hundale Lawrence
- 1984 – Robert R. Wilson; Georges Vendryes
- 1985 – Norman Rasmussen; Marshall Rosenbluth
- 1986 – Ernest Courant; Milton Stanley Livingston
- 1987 – Luis Walter Alvarez; Gerald Frederick Tape
- 1988 – Richard B. Setlow; Victor Frederick Weisskopf
- 1990 – George A. Cowan; Robley Dunglison Evans
- 1992 – Harold Brown; John S. Foster, Jr.;  Leon Max Lederman
- 1993 – Liane Russellová; Freeman Dyson
- 1995 – Ugo Fano;  Martin Kamen
- 1996 – Mortimer M. Elkind; H. Rodney Withers; Richard Garwin
- 1998 – Maurice Goldhaber; Michael E. Phelps
- 2000 – Sheldon Datz; Sidney David Drell; Herbert York
- 2003 – John Norris Bahcall; Raymond Davis mladší; Seymour Sack
- 2005 – Arthur Hinton Rosenfeld
- 2009 – John B. Goodenough; Siegfried S. Hecker
- 2012 – Mildred Dresselhausová; Burton Richter[5]
- 2013 – Andrew Sessler; Allen Joseph Bard
- 2014 – Claudio Pellegrini; Charles Vernon Shank
- 2023 – Darleane C. Hoffman; Gabor A. Somorjai